# Torkel Halvorsen Aschehoug
Torkel Halvorsen Aschehoug, född 27 juni 1822 på Id i Østfold fylke, Norge, död 20 januari 1909 i Kristiania, var en norsk rättsfilosof, ekonom och politiker.
Aschehoug tog 1844 juris kandidatexamen, studerade sedan företrädesvis politisk ekonomi och statistik samt företog vetenskapliga resor till Sverige och England. 1846–1848 var han universitetsstipendiat och 1848–1852 anställd i finansdepartementet, där han slutligen blev byråchef. 1852 blev han lektor och 1862 professor i lagkunskap vid Kristiania universitet. Efter Anton Martin Schweigaards död 1870 övertog Aschehoug dennes professur i statsekonomi och statistik, vilken han skötte vid sidan av sina övriga sysselsättningar, från 1886 var han uteslutande professor i sistnämnda två ämnen. 
Vid Lunds universitets jubelfest 1868 blev Aschehoug hedersdoktor i juridiska fakulteten, och vid sitt 40-årsjubileum som akademisk lärare den 4 oktober 1892 mottog han diplom som hedersdoktor av Königsbergs universitet. Han invaldes 1890
som ledamot av svenska Vetenskapsakademien, från 1904 övergick han till utländsk ledamot av samma akademi och fick då ett nytt ledamotsnummer.